# Patrol wojskowy
Patrol wojskowy – zimowa dyscyplina sportu, łącząca biegi narciarskie ze strzelectwem, pierwowzór biathlonu. Zwykle konkurencja odbywa się pomiędzy reprezentacjami krajowymi lub jednostkami wojskowymi. 
Dyscyplina ta obejmuje 25km (15km u kobiet) biegu na nartach oraz strzelanie. Drużyna składa się z 4 zawodników. Całkowita wysokość podbiegu musi wynosić od 500 do 1200 metrów (300 do 700 u kobiet). Początkowo w skład drużyny wchodził jeden oficer, jeden podoficer i dwóch szeregowych. Oficer był uzbrojony w pistolet i nie brał udziału w strzelaniu. Wszyscy pozostali nieśli ze sobą plecaki o wadze co najmniej 24 kilogramów oraz strzelali ze strzelby. Obecnie nie używa się plecaków oraz wprowadzono karabiny małokalibrowe podobne do tych używanych w biathlonie. Ponadto lider drużyny nie posiada żadnej broni.
Patrol wojskowy został rozegrany jako oficjalna dyscyplina na Zimowych Igrzyskach Olimpijskich w 1924 roku, poza tym w latach 1928, 1936 i 1948 został zaprezentowany jako dyscyplina pokazowa. 